# انبطاح

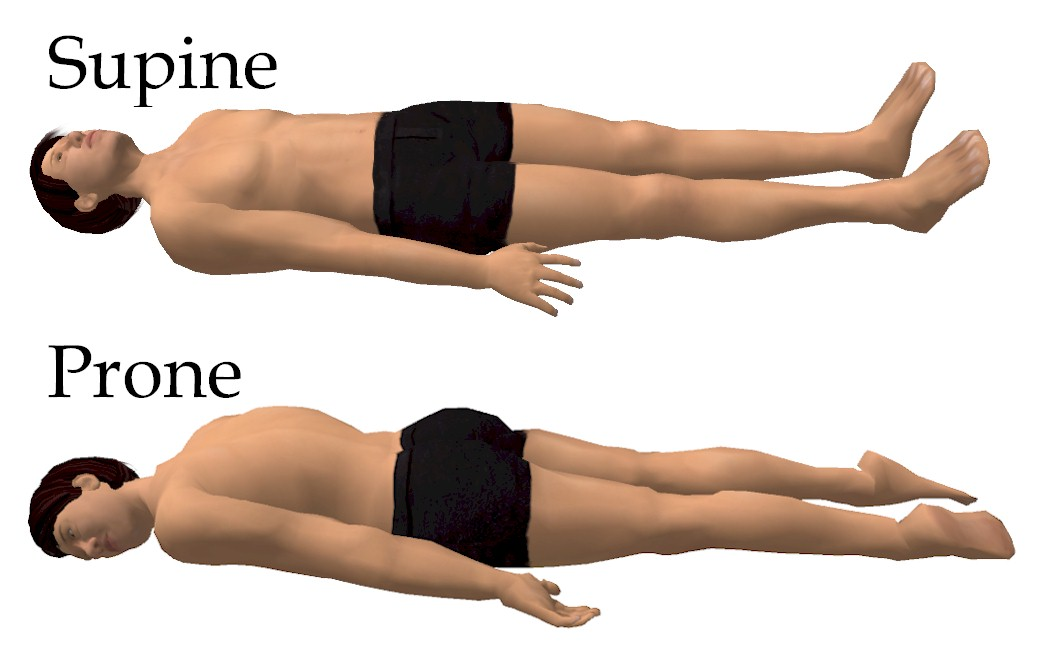
وضع الاستلقاء بالأعلى والانبطاح بالأسفل.

الانبطاح هو وضع للجسم يقوم فيه الفرد بالاستلقاء بشكل منبسط مع وضع الصدر مستندًا لأسفل. ويُسمى الشخص المُنبطح.

## تأثيل الكلمة الإنكليزية
تم إدراج كلمة «الانبطاح»، التي تعني الميل بشكل طبيعي إلى شيء عرضي ملائم، منذ عام 1382؛ تم إدراج المعنى «إلقاء الوجه لأسفل» لأول مرة في عام 1578، ولكن كان يتم الإشارة إليه أيضًا «بالانبطاح» أو «الانبطاح».
إن كلمة الانبطاح (Prone) مشتقة من الكلمة اللاتينية pronus:؛ وتعني الانحناء للأمام، أو الميل «من الشكل الظرفي للبادئة برو-» للأمام. وقد تم استخدام كل من أصل الكلمة، ومعناها الحرفي، والمعنى المجازي المشتق باللغة اللاتينية، ولكن المعنى المجازي أقدم في اللغة الإنجليزية.

## التشريح
في علم التشريح، الانبطاح هو وضع الجسم مستلقيًا بوجهه لأسفل. وهو عكس وضعية الاستلقاء التي يكون فيها الوجه لأعلى. وباستخدام المصطلحات المعرّفة في الوضعية التشريحية، تكون البطن لأسفل، والظهر لأعلى.
وفيما يتعلق بالساعد، يشير الانبطاح إلى تلك الهيئة التي تكون فيها اليد موجهة نحو الخلف، وعظم الكعبرة والزن] متقاطعان.

## الرماية
في الرماية التنافسية، يكون الانبطاح باستلقاء الرامي وبطنه لأسفل على الأرض. ويعتبر هذا الوضع أسهل الأوضاع وأكثرها دقة حيث توفر الأرض ثباتًا إضافيًا للرامي. وهو وضع البداية في مسابقات الأوضاع الثلاثة. حاليًا لا يوجد في الأوليمبيات سوى مسابقة انبطاح كامل واحدة، مسابقة الرمي منبطحًا على بعد 50 مترًا للرجال. وكل من الرجال والنساء يقومون بالرمي من 50 مترًا بثلاثة أوضاع. العديد منألعاب الفيديو (خصوصًا تصويب منظور الشخص الأول تتيح لشخصية اللعبة القيام بالانبطاح.

### مسابقة الرمي من 50 مترًا للرجال (اتحاد الرماية الدولي) (ISSF)
يقوم الرجال بالرمي ببندقة عيار 22LR (تجويف صغير) على مدار دورة إطلاق نار من أكثر من 60 طلقة، بعد طلقات كاشفة غير محدودة، في وقت محدد بساعة و15 دقيقة (عند استخدام الأهداف الإلكترونية). وإذا لزم الأمر، يمكن تنفيذ دورة إطلاق «إقصائية» لتقليل عدد الرماة إلى العدد الذي يمكن أن يرمي في نفس الوقت في دورة «تأهل». ويمكن أن تسجل كل طلقة من نقطة إلى عشر نقاط، بدون نقاط عشرية (مثل 0,1,2,3,4,5,6,7,8,9,10 وهكذا) وأعلى نتيجة سواءً للدورة الاقصائية أو التأهيلية هي 600 نقطة. وسيتم اختيار أعلى 8 رماة في الجولة التأهيلية للرمي «رمية مقابل رمية» في نهائي 'أوليمبي'. ويكون النهائي من 10 رميات، رمية بعد خمس دقائق يتم تخصيصها للطلقات الكاشفة غير محدود. يتم إطلاق 10 طلقات في غضون 45 ثانية بعد سماع الأمر، حيث ينبغي على كل رامٍ رمي طلقة واحدة. وعقب كل طلقة نهائيات فردية، تتم قراءة نقاط الرامي الفردي للجمهور. ويتم تسجيل الطلقات في النهائي في خانة عشرية واحدة، مما يعني أن الرامي ربما يسجل 9.8 أو 10.6 في النهائي، بينما في الدورة التأهيلية أو دورة الاستقصاء تصبح نتيجة ذات الطلقات 9 أو 10 على التوالي. أعلى نتيجة لعشر رميات في المباريات النهائية هي 109.0، بواقع 10.9 لكل رمية. وتتم إضافة نتيجة المباريات النهائية إلى نتيجة الدورة التأهيلية.

### رياضة الرماية بالانبطاح في المملكة المتحدة (الرابطة الوطنية للرماية بالبنادق ذات التجويف الصغير)
وللهيئة البريطانية الوطنية للرماية أيضًا ملاعب للرماية بالانبطاح على أبعاد وأهداف متعددة. وعادة، يتم تقسيم هذا إلى ما يُعرف باسم المرامي 'القصيرة' و'الطويلة'.

#### المرمى القصير في رياضة الرماية بالانبطاح بالمملكة المتحدة
تشير NSRA بشكل عام إلى الرماية باستخدام بنادق عيار.22LR على بعد ما بين 15 ياردة إلى 25 مترًا «داخليًا» بكونها مرمى قصير. وعادة ما يتم قياس الأهداف نحو الخارج (لمس حلقة حول الهدف يسجل أحد أقل نتيجتين متجاورتين)، إلا في بعض المدارس والأهداف الأقدم (الأهداف ذات النقاط الخمس) ولأن الرماية تتم بالداخل، فلا يُسمح بالرياح، أو الضوء، أو غير ذلك من التغييرات. ويتم تسجيل الرميات كقيمات عشرية من 0 وحتى 10، بدون خانات عشرية.

#### المرمى الطويل في رياضة الرماية بالانبطاح بالمملكة المتحدة
تكون الرماية على المرمى الطويل في رياضة الرماية بالانبطاح بالمملكة بشكل عام على بعد يزيد عن 50 ياردة، أو 50 مترًا، أو 100 ياردة خارجيًا. وتتنوع الأهداف، ولكن عادةً يتم استخدام أهداف 50م الخاص بالاتحاد الدولي للرماية (محجم) للخمسين ياردة أو الخمسين مترًا وهدف مناسب الحجم مع مرمى المائة ياردة. ويتم تصميم أهداف مرمى الخمسين ياردة، أو الخمسين متر، أو المائة متر للسماح باحتساب عشرين طلقة، يتم تنفيذها خلال فصل واحد يستغرق 20 دقيقة. وتشمل هذه الفترة الطلقات الكاشفة.
وتؤثر التغيرات التي تطرأ على الميادين الخارجية مثل الضوء، والرياح، ودرجة الحرارة، والرطوبة، والسراب على صورة الهدف ومسار الرصاصة. ولمساعدة الرماة، يتم وضع أعلام في أماكن مناسبة حول المرمى لإظهار حالات الرياح.

## الطيارون والانبطاح

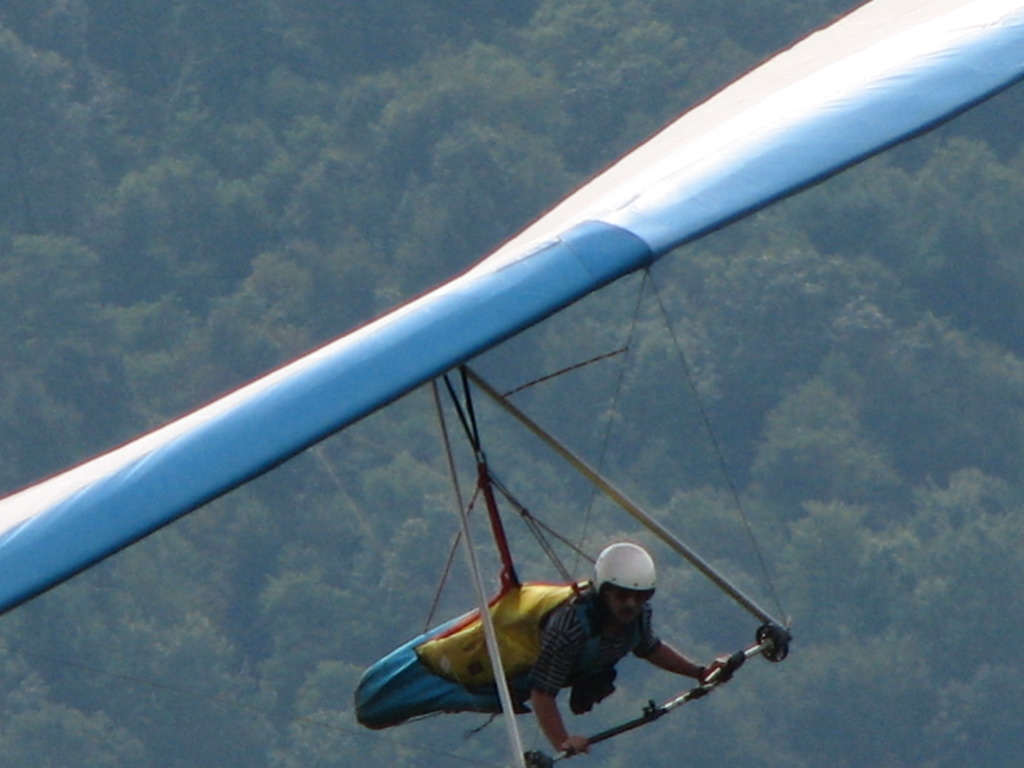
طيار على حمال طائرة شراعية.

يتم أيضًا استخدام الانبطاح لوصف الهيئة التي قد يكون عليها الطيار أو باقي الطاقم في الطائرة؛ مستلقين على بطونهم بدلاً من والوضع الطبيعي المستقيم. وخلال الحرب العالمية الثانية، كان يقوم الطيار المسؤول عن إلقاء القنابل في بعض قاذفات القنابل باتخاذ الانبطاح ليتمكن بشكل أفضل من كشف الأرض من خلال لوحة شفافة أو فقاعة في مقدمة قاذفة القنابل. وفي وقت لاحق، تبين للبعض أن رقود الطيار ربما يكون أكثر فاعلية في بعض أنواع الطائرات السريعة، لأن الانبطاح سيسمح له بالصمود أكثر أمام 'القوة جي في الاتجاه العلوي والسفلي للطائرة، وقد تميزت العديد من التصاميم المنتظرة بهذا التعديل. ومع ذلك، لم يصبح هذا الوضع سائدًا أبدًا. وهناك مثالان لهذا الأسلوب في الطائرة سوفيا ماركيتي إس إم 93 (Savoia-Marchetti SM.93) والطائرة غلاستر ميتير إف8 «بوضعية الانبطاح» (Gloster Meteor F8 "Prone Pilot"). ودائمًا ما يكون طيارو الطيران الشراعي المعلق في الانبطاح.